# Савостицкий, Герасим Афанасьевич
Герасим Афанасьевич Савостицкий (1828—1898) — русский хирург, доктор медицины, главный врач московской Мариинской больницы для бедных.

## Биография
Происходил из обер-офицерских детей. После окончания Виленской гимназии поступил на медицинский факультет Московского университета.
Окончив университетский курс в 1852 году, получил звание лекаря и стал работать в хирургической клинике профессора Ф. И. Иноземцева. Звание оператора, вскоре и акушера, а в 1863 году — степень доктора медицины получил за диссертацию «О лечении мочевых свищей у женщин» в Московском университете. В должности приват-доцента читал лекции хирургии в Московском университете. Член-учредитель Московского хирургического общества, председателем которого был несколько раз. Напечатал более 50 работ в разных журналах. Основал при Мариинской больнице курсы фельдшериц.
Умер в 1898 году.